# Sandro Zurbrügg
Sandro Zurbrügg (21 settembre 2002) è uno sciatore alpino svizzero.

## Biografia
Sciatore attivo dal novembre del 2018, Zurbrügg ha esordito in Coppa Europa il 29 novembre 2021 a Zinal in supergigante (53º) e in Coppa del Mondo il 9 dicembre 2023 a Val-d'Isère in slalom gigante (17º); non ha preso parte a rassegne olimpiche o iridate.

## Palmarès

### Coppa del Mondo
- Miglior piazzamento in classifica generale: 115º nel 2024

### Coppa Europa
- Miglior piazzamento in classifica generale: 113º nel 2025

### Nor-Am Cup
- Miglior piazzamento in classifica generale: 23º nel 2024
- 2 podi:
  - 2 vittorie

#### Nor-Am Cup - vittorie
| Data           | Località       | Paese       | Specialità |
| -------------- | -------------- | ----------- | ---------- |
| 2 gennaio 2024 | Burke Mountain | Stati Uniti | GS         |
| 3 gennaio 2024 | Burke Mountain | Stati Uniti | GS         |

Legenda:

GS = slalom gigante

### Campionati svizzeri
- 3 medaglie:
  - 1 oro (supergigante nel 2025)
  - 2 bronzi (slalom gigante nel 2024; slalom gigante nel 2025)